# 북극해 해상 작전 (제2차 세계 대전)
백야가 발생하는 해양과 대륙 지역을 정의하는 북극권은 아이슬란드부터 베링 해협까지 넓게 분산되어 있다. 북극해 해상 작전은 제2차 세계 대전 당시 추축국과 연합국이 대서양 일대에서 벌인 작전으로, 대서양 전투 또는 유럽 전구의 일부로 분류된다. 전간기 동안 항해술은 어업에 중점을 두고 있었고, 나르비크와 페쳉스키 구역을 연결하는 교역로에도 항해술이 발달했다. 바렌츠해와 카라해의 강과 해안 지역에는 소련의 정착촌이 자리잡고 있었고, 이들은 무르만스크와 아르한겔스크 지역의 철도를 통해 오는 보급품과 여름철 어업으로 생활을 보장받고 있었다. 소련 정부는 타이미르반도를 지나 베링 해협으로 이어지는 북극 항로를 1935년 개발하는데 성공했다.

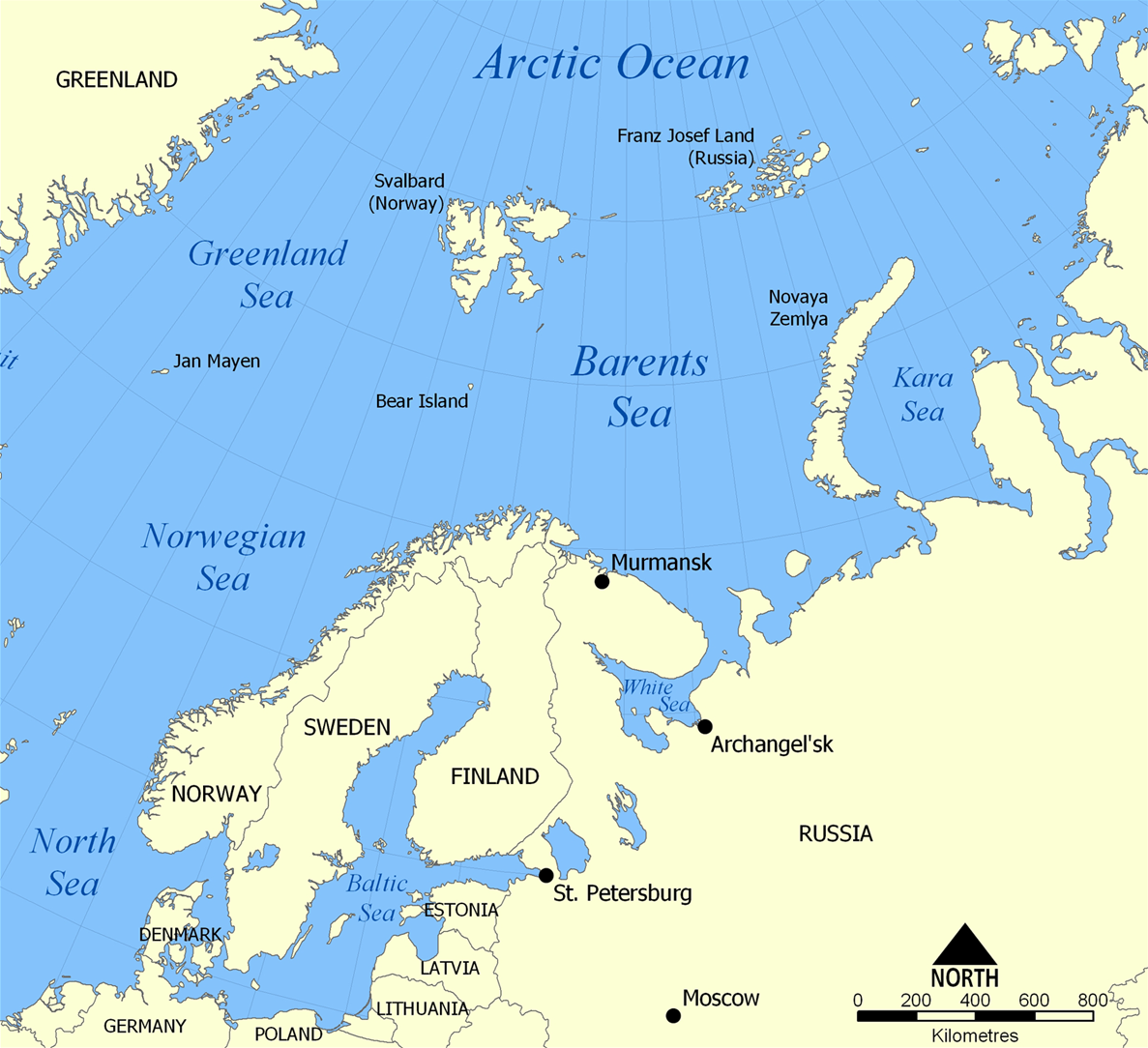
북극해 해상 작전이 가장 많이 시행된 바렌츠해.

겨울 전쟁을 통해 동부 전선의 북쪽 전선이 시작되었다. 북극해의 해상 우위권은 쇄빙선의 지원 하에 잠수함, 소해정, 어뢰정 등을 보유한 북방함대가 장악하고 있었다. 그러나 노르웨이가 나치 독일에 의해 점령당하면서 독일 제국해군은 영국 해군의 본토 함대와 맞서 싸울 수 있게 되었다. 루프트바페의 제26폭격대와 제30폭격대는 노르웨이의 비행장에서 작전을 수행하고 하인켈 He 115와 볼름 & 보스 BV 138을 출격시켜 작전을 지원하였다. 독일의 침공에 맞서 소련을 지원하기 위해 영국, 미국을 비롯한 연합군은 제2차 세계 대전 당시 북극 수송함을 꾸렸고 소련에게 군사적 지원품을 제공하였다. 연합군은 코르벳, 순양함과 항공모함을 통해 독일군의 기함을 제거하거나 노르웨이의 군수 기지를 기습하기도 했다.
소련과 독일은 조그만 해안 수송선단을 꾸려 소련의 북극 해안이나 지정학적으로 중요한 물자를 수송하기도 하고 동부 전선의 북쪽 측면인 이 지역에서 군대를 유지하기도 했다. 소련 수송함은 얼음을 피하며 해안을 따라 이동했지만 독일 수송선단은 왕립 해군의 정찰을 피해 각종 장비를 이용했다. 양측 모두 기뢰 설치 및 제거를 위해 노력했고, 잠수함의 매복이나 기뢰에 약한 해양 수송로를 확인하고자 했다. 독일 수송선단은 M급 소해정에게 노출되는 경우가 많았지만 소련 수송선단은 소해정과 어뢰정 제거함으로부터 보호를 받았다. 태평양 항로를 통해 대여자금법에 따른 물품들이 베링 해협에서 소련의 북극 해안을 따라 1942년 6월부터 수송되었다. 소련으로 향하는 선박은 1942년 23척이었으며 1943년에는 32척, 1944년 34척, 그리고 독일의 항복이 있던 1945년에는 31척이었다. 전체적으로 베링 해협을 통과한 선박 물품은 452,393톤이었지만 이는 북아메리카의 군수품 전체가 대서양에서 소련으로 건너간 3,964,231톤에 비하면 한참 못 미치는 수량이었다. 많은 양의 북극해 수송 물품을 나르는 수송선단은 시베리아의 항공기지에서 재보급을 받았다. 주요 항공로는 알래스카-시베리아 항공로가 있었다.

## 같이 보기
- 북방함대
- 영국 본토함대
- 대서양 전투 (제2차 세계 대전)